# Alfred G. Gilman
Alfred Goodman Gilman (rođen 1. srpnja, 1941. u New Haven, Connecticut) je američki farmakolog i biokemičar koji je 1994.g. podijelio Nobelovu nagradu za fiziologiju ili medicinu s Martin Rodbell za svoja otkrića vezana uz G-proteine.
G-proteini su važan posrednički mehanizam između vanstanične aktivacije receptora (na staničnoj membrani) i djelovanja unutar stanice. Gilman je taj koji je otkrio proteine koji u međudjelovanju s GTPom pokreću signalnu kaskadu unutar stanice, dok je Rodbell 1960ih dokazao da je GTP povezan s prijenosom signala unutar stanice.

## Vanjske poveznice
- Nobelova nagrada - autobiografija  Arhivirana inačica izvorne stranice od 18. travnja 2008. (Wayback Machine) (engl.)